# Paul Kanut Schäfer
Paul Kanut Schäfer (* 16. April 1922 in Dresden; † 17. November 2016 in Berlin) war ein deutscher Schriftsteller und Drehbuchautor.

## Leben und Werk
Schäfer war der Sohn des Tierarztes und Schriftstellers Kanut Schäfer. Nach dem Abitur wurde er 1941 zur Wehrmacht eingezogen, und er nahm am Zweiten Weltkrieg teil. Nach der Entlassung aus der Kriegsgefangenschaft verdingte er sich als Hauslehrer und war er kaufmännischer Volontär. Von 1948 bis 1951 war er Redakteur bei den Zeitungen Junge Welt und Start. Dann arbeitete er als Tiefbauarbeiter und Abrechnungstechniker. Von 1957 bis 1959 studierte er am Institut für Literatur „Johannes R. Becher“ in Leipzig. Neben der schriftstellerischen Tätigkeit sicherte er dann seinen Lebensunterhalt eine Zeitlang u. a. als Rohrschlosser im VEB Bergmann Borsig in Berlin. Dort und im VEB Volkswerft Stralsund und im VEB Fischkombinat Saßnitz leitete er Zirkel schreibender Arbeiter.
Nach ersten Veröffentlichungen wandte Schäfer sich zunehmend der populärwissenschaftlichen belletristischen Kinder- und Jugendliteratur zu. 
Er erlangte in der DDR Bekanntheit unter anderem mit seinem Roman Jadup, der als Vorlage für den DEFA-Film Jadup und Boel diente. Für den Film Die Besteigung des Chimborazo schrieb er gemeinsam mit Rainer Simon das Drehbuch.

## Werke
- Von Liebe und Zeit (Erzählungen), 1957

- Die Wiederentdeckung Amerikas (Auswahl von Texten Alexander von Humboldts für Kinder), Der Kinderbuchverlag Berlin, 1959 (als Herausgeber)

- Haltet euer Vieh gesund! Eine kleine Bauernfibel, Illustrationen von Günter Zock, Deutscher Bauernverband, Berlin 1959, DNB 454298226.
- Ein Junge segelt um die Welt. (zum Leben Georg Forsters), Illustrationen von Ernst Jazdzewski. Kinderbuchverlag, Berlin 1961, DNB 454299087.
- Entdeckungsfahrt mit der Beagle, Illustrationen von Gerhard Preuß, Kinderbuchverlag, Berlin 1963, DNB 454299079.
- Bergmann hat verloren (belletristische Dokumentation; gemeinsam mit dem schreibenden Arbeiter Friedrich Häfker und dem Illustrator Kurt Klamann), Der Kinderbuchverlag Berlin 1963
- Die Wege der Mörder (Erzählung), 1964
- Das lautlose Abenteuer. Mitteldeutscher Verlag, Halle, 1966
- Brand im Lustgarten (Erzählung), Militärverlag der DDR, 1969
- Jadup, die Höllenfahrt eines Helden unserer Tage, nebst dem Kunststück, sich mit dem linken Auge ins rechte zu blicken, wobei auch die übrigen Sinne nicht zu kurz kommen, besonders der sechste. Roman, Buchverlag Der Morgen, Berlin 1975, DNB 750511958. Neuausgabe: Berlin 2020, ISBN 978-3-945980-42-2 pdf
- Die Wiederentdeckung der Neuen Welt: Alexander von Humboldt. Erstmals zusammengestellt aus dem unvollendeten Reisebericht und den Reisetagebüchern. Hrsg. u. eingel. von Paul Kanut Schäfer. München/Wien 1992. ISBN 978-3-446-17011-7  [Die Übers. der franz. Texte der Reisetagebücher besorgte Paul Kanut Schäfer]